# Cyclaspis purpurascens
Cyclaspis purpurascens är en kräftdjursart som beskrevs av Gamo 1964. Cyclaspis purpurascens ingår i släktet Cyclaspis och familjen Bodotriidae. Inga underarter finns listade i Catalogue of Life.